# S. S. Van Dine
S. S. Van Dine, pseudonimo di Willard Huntington Wright (Charlottesville, 15 ottobre 1887 – New York, 11 aprile 1939), è stato uno scrittore e critico d'arte statunitense, noto autore di gialli.

## Biografia
Nacque da Archibald Davenport Wright ed Annie Van Vranken.
L'unico volume biografico dedicato a Wright (Alias S.S. Van Dine, 1992, di John Loughery) ha rivelato che lo scrittore era nato nel 1887 e non, come da lui stesso fatto credere, nel 1888. Wright iniziò giovanissimo ad occuparsi di critica letteraria, specializzandosi poi come esperto di arte e avviando collaborazioni con giornali e riviste. Nel 1912 fu nominato editor del periodico letterario The Smart Set, grazie a cui divenne dapprima conoscente e poi intimo amico di importanti figure come Theodore Dreiser, Henry Louis Mencken e Maxwell Perkins.
È del 1916 The Man of Promise, il suo primo e unico romanzo non a carattere poliziesco: il libro ottenne buone critiche, ma non ricevette quel successo nel quale  Van Dine confidava.
Costretto a robuste terapie mediche per gravi problemi di salute e vessato da fortissimi problemi economici, Wright decise di approfondire il genere letterario poliziesco fin quando non si sentì in grado di potervisi cimentare a sua volta, progettando di scrivere una trilogia da cui trarre i guadagni necessari a riprendere l'attività di studioso. In realtà i problemi economici, come indica la biografia di Loughery, derivavano da una pesante dipendenza da droghe di ogni genere, delle quali era sempre stato indefesso sperimentatore.
Scelse lo pseudonimo "S.S. Van Dine", S.S. era l'abbreviazione di Smart Set, il nome della sua vecchia rivista, mentre "Van Dine" rappresentava un omaggio al pittore Antoon van Dyck col quale Wright aveva una certa somiglianza di tratti, e creò così il personaggio di Philo Vance: esteta, intellettuale, studioso di psicologia, cultore d'arte e molto altro, Vance è un personaggio strettamente legato al concetto nietzschiano del "Superuomo". Questo è anche dovuto al fatto che Wright fu a tal punto appassionato e studioso del celebre filosofo da contestare violentemente all'epoca la stesura della relativa voce sull'Enciclopedia Britannica.
Il successo di vendita dei primi cinque romanzi a nome Van Dine fu tale da consentire alla casa editrice Scribner's, come spiega la biografia di Loughery, di superare indenne la grave crisi economica del 1929. Wright divenne ricchissimo per la prima volta in vita sua e finì per adottare uno stile di vita non molto dissimile da quello del suo ormai celeberrimo personaggio. I suoi tormenti interiori, associati a un pessimo carattere e alla consapevolezza di non poter più tornare a occuparsi dei suoi prediletti studi di arte e letteratura perché il mercato continuava a richiedere romanzi e sceneggiature a nome Van Dine, lo spinsero ben presto a tuffarsi di nuovo nella droga e nell'alcol. Minato nello spirito e nel fisico, alcune fotografie scattate nel 1938 lo fanno sembrare assai più vecchio dei suoi cinquantun anni, Wright scomparve nel 1939 per problemi di cuore e circolazione, lasciando gli avanzi di un enorme patrimonio che aveva via via largamente intaccato, una preziosissima raccolta di opere d'arte e un ben avviato allevamento di terrier scozzesi.
Nei suoi momenti migliori Van Dine è un autore di gialli basati largamente sulla razionalità e su quello che è stato definito un "gioco intellettuale", quello appunto di risolvere enigmi servendosi della semplice logica, in questo caso prettamente deduttiva. Invece nei suoi ultimi romanzi lo scrittore inizia a staccarsi da questa impostazione per offrire sempre più spazio alle scene di pura e semplice azione alla maniera di Dashiell Hammett, autore che peraltro Wright disprezzava profondamente anche perché questi nel 1925 aveva scritto una recensione sfavorevole di La strana morte del signor Benson su un periodico letterario.
Gli ultimi due romanzi a nome Van Dine sono nati come soggetti cinematografici: The Gracie Allen Murder Case fu pubblicato addirittura dopo l'uscita del film, mentre The Winter Murder Case è rimasto allo stato di seconda stesura, delle tre cui Wright sottoponeva i suoi libri polizieschi, e questo spiega la sua sostanziale brevità.
A Wright si devono inoltre le famose "Venti regole per scrivere romanzi polizieschi" (Twenty Rules for Writing Detective Stories) che intendevano stilare una casistica del genere a beneficio di autori e lettori, The World's Great Detective Stories, una corposa antologia la cui lunga prefazione costituisce ancora oggi un testo fondamentale, seppure datato, nella storia della critica del giallo.
Da Philo Vance, suo personaggio più famoso, la RAI ha tratto nel 1974 una miniserie televisiva intitolata appunto Philo Vance e interpretata da Giorgio Albertazzi.

## Opere

### Romanzi
- 1926 - La strana morte del signor Benson (The Benson Murder Case), I Classici del Giallo Mondadori n. 166 e 561; Il Giallo Economico Classico n. 53
- 1927 - Il caso della canarina assassinata (The Canary Murder Case), I Classici del Giallo Mondadori n. 201 e 571; Il Giallo Economico Classico n. 23
- 1928 - La fine dei Greene (The Greene Murder Case), I Classici del Giallo Mondadori n. 207 e 584; Il Giallo Economico Classico n. 74
- 1928 - L'enigma dell'alfiere (The Bishop Murder Case), I Classici del Giallo Mondadori n. 598; Il Giallo Economico Classico n. 3
- 1929 - La dea della vendetta (The Scarab Murder Case), I Classici del Giallo Mondadori n. 619; Il Giallo Economico Classico n. 9
- 1933 - La tragedia in casa Coe - Il caso del terrier scozzese (The Kennel Murder Case), I Classici del Giallo Mondadori n. 629; Il Giallo Economico Classico n. 52
- 1934 - Il mistero del drago (The Dragon Murder Case), I Classici del Giallo Mondadori n. 643; Il Giallo Economico Classico n. 84
- 1934 - Signori, il gioco è fatto o Il mistero del Casinò (The Casino Murder Case), I Classici del Giallo Mondadori n. 654; Il Giallo Economico Classico n. 76
- 1935 - Il mistero di casa Garden (The Garden Murder Case), I Classici del Giallo Mondadori n. 880; Il Giallo Economico Classico n. 79
- 1936 - Sequestro di persona (The Kidnap Murder Case), I Classici del Giallo Mondadori n. 725; Il Giallo Economico Classico n. 67
- 1938 - Philo Vance e il caso Allen o Il caso Gracie Allen (The Gracie Allen Murder Case), Il Giallo Mondadori n. 1246; Il Giallo Economico Classico n. 35
- 1939 - L'ultima avventura di Philo Vance (The Winter Murder Case), Il Giallo Economico Classico n. 41

### Racconti
- The Scarlet Nemesis (1929)
- A Murder in the Witches' Cauldron (1929)
- The Man in the Blue Overcoat (1929)
- Poison (1929)
- The Almost Perfect Crime (1929)
- The Inconvenient Husband (1929)
- The Bonmartini Murder Case (1929)
- Fool! (1930)